# Autobusna linija br. 227 u Zagrebu
Linija 227 (Svetice – Gornji Bukovac – Gračansko dolje) dnevna je autobusna linija u Zagrebu.
Prometuje svaki dan na trasi: Svetice – Bukovačka cesta – Prilesje – Oboj – Bukovac – Gornji Bukovac – Svetošimunska cesta – Čret – Jazbina – Markuševečka cesta – Gračanska cesta – Gračansko dolje
Povezuje Svetice, (Gornji) Bukovac i Jazbinu s Gračanskim doljem gdje se nalazi donja stanica Sljemenske žičare. Na Čretu je moguće presjedanje na liniju 232 za Dubravu.

## Vanjske poveznice
- Vozni red linije 227

1. ↑  Datoteke u GTFS formatu. zet.hr. Pristupljeno 5. lipnja 2025. - Sadrži informacije tijela javne vlasti u skladu s Otvorenom dozvolom